# Право на смерть

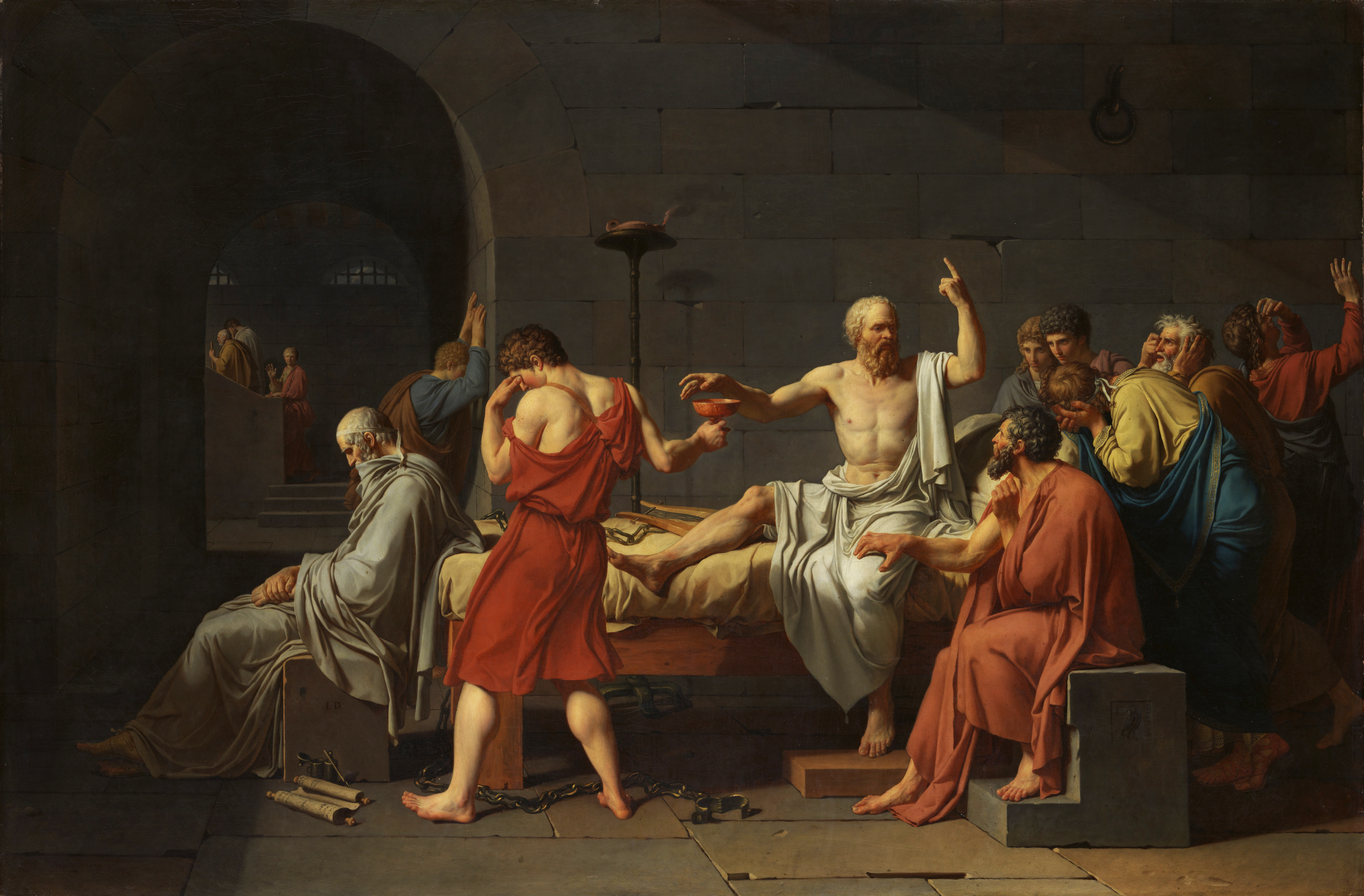
Смерть Сократа

Право на смерть — концепція, заснована на переконанні, що людина має право припинити своє життя або вдатися до добровільної евтаназії. Володіння цим правом часто розуміють так, що людині, яка страждає на невиліковну хворобу, невиліковний біль або не має бажання продовжувати жити, має бути дозволено покінчити з життям, вдатися до асистованого суїциду або відмовитися від лікування, що продовжує життя. Питання, хто, якщо хтось взагалі, має право приймати таке рішення, часто є предметом дискусій.
Деякі вчені та філософи, такі як Девід Бенатар, вважають, що люди надто оптимістично оцінюють якість свого життя та баланс між позитивними та негативними аспектами життя. Цю думку можна розглянути з точки зору антинаталізму та відсутності свободи дій щодо народження людини та того, хто повинен мати владу над її вибором жити чи померти.

Прихильники права на смерть зазвичай пов'язують його з ідеєю про те, що тіло і життя людини є її власністю, якою вона може розпоряджатися на свій розсуд. Проте законний інтерес держави у запобіганні ірраціональним самогубствам часто є предметом суперечок. Пілпел та Амсел пишуть:
Сучасні прихильники «раціонального самогубства» або «права на смерть» зазвичай вимагають від «раціональності» того, щоб рішення накласти на себе руки було як самостійним вибором людини (тобто не було викликане тиском лікаря чи сім'ї, які змушують її «вчинити правильно» і здійснити самогубство), так і вибором «найкращого варіанту за поточних обставин», якого бажають стоїки або утилітаристи, а також інших природних умов, таких як стабільність вибору, не імпульсивне рішення, не викликане психічним захворюванням, досягнуте після належного обмірковування тощо.
Релігійні погляди на самогубство варіюються від індуїстської та джайнської практики ненасильницького самогубства через дотримання посту (Прайопавеса та Сантара, відповідно) до розгляду його як тяжкого гріха, як у католицизмі.

## Етика
Збереження та цінність життя спричинили численні досягнення в галузі медицини, зокрема, коли йдеться про лікування пацієнтів. Нові прилади та розвиток паліативної медицини дозволили людям жити довше, ніж раніше. До появи цих медичних досягнень і догляду за хворими, які перебували без свідомості, в мінімальному несвідомому стані і в вегетативному стані, тривалість їхнього життя була короткою через відсутність належного способу допомогти їм у задоволенні основних потреб, таких як дихання і харчування. З розвитком медичних технологій постає питання про якість життя пацієнтів, коли вони більше не перебувають у свідомості. Виникло право на самовизначення та права інших людей, що ставить під сумнів визначення якості та святості життя; якщо людина має право на життя, то право на смерть також має існувати. В етиці існують питання про те, чи може право на смерть співіснувати з правом на життя. Якщо стверджувати, що право на життя є невід'ємним, від нього не можна відмовитися, і отже, воно може бути несумісне з правом на смерть. Інша суперечка в біоетиці ведеться з приводу того, чи є право на смерть універсальним, чи застосовується воно тільки за певних обставин (наприклад, за невиліковної хвороби), і чи існує воно взагалі. Також стверджується, що «право на життя» не є синонімом «обов'язку жити». З цієї точки зору, право на життя може співіснувати з правом на смерть.
Право на смерть як підтримують, так і відкидають багато людей. Аргументи на користь цього права такі:
1. Якщо людина має право на життя, то в неї має бути право на смерть, причому обидва на своїх умовах.
2. Смерть — це природний процес життя, тому не повинно бути жодних законів, які б перешкоджали їй, якщо пацієнт хоче припинити життя.
3. Те, що ми робимо протягом останніх днів свого життя, не має хвилювати інших.
4. Якщо евтаназія суворо контролюватиметься, ми зможемо уникнути сходженню на слизьку доріжку і запобігти пошуку пацієнтами альтернативних методів, які можуть бути не законними[3].

Аргумети проти такі:
1. Це може призвести до слизької доріжки; якщо ми надамо пацієнтам таке право, воно може набути поширення і спричинити тяжкі наслідки.
2. Виникає привід для тиску на тих, хто хоче покінчити зі своїм життям або життям інших; етично аморально за людськими та медичними стандартами.
3. «Викидання» пацієнтів, яких вважають нездатними бути частиною суспільства.
4. Скорочення паліативного догляду в останні роки життя через очікування на те, що пацієнти в термінальній стадії хвороби скористаються своїм правом на смерть[3][6].

Наприклад, суд американського штату Монтана ухвалив, що право на смерть поширюється на людей з небезпечними для життя медичними захворюваннями. Прихильник асистованого суїциду Людвіг Мінеллі, фахівець з евтаназії Шон В. Ашер та професор біоетики Джейкоб М. Аппель, навпаки, стверджують, що всі свідомі люди мають право припинити своє життя. Аппель припустив, що право на смерть — це тест на загальну свободу того чи іншого суспільства. Професор соціальної роботи[уточнити] Олександр Барил пропонує створити етику відповідальності, «засновану на зменшенні шкоди, непримусовому підході до самогубства. [Він] вважає, що асистований суїцид має бути одним із можливих варіантів для людей, схильних до самогубства». Він стверджував, що голос суїцидальних людей розглядається як нелегітимний і що існує «примус до життя й майбутнього», в якому схильних до суїциду людей пригнічують і змушують мовчати. Барил пропонує слово суїцидизм для опису «[…] пригнічувальної системи (що випливає з несуїцидальних перспектив), яка діє на нормативному, дискурсивному, медичному, правовому, соціальному, політичному, економічному та епістемологічному рівнях, у якій люди, які вчинили самогубство, зазнають численних форм несправедливості та насильства […]». Він пропонує створити безпечніший простір, вислухати людей із суїцидальними нахилами, не нав'язуючи їм «волі до життя».
Закон про самовизначення пацієнтів 1991 року, який прийняв Конгрес США на прохання фінансової служби Medicare, дозволяє літнім пацієнтам Medicare/Medicaid (і, отже, всім «смертельно хворим» пацієнтам) складати попередній припис, у якому вони обирають або вирішують відмовитися від лікування, що продовжує життя і/або рятує життя, як засіб скорочення свого життя, щоб зменшити свої страждання до настання неминучої смерті.

## За країнами

Закони про надання допомоги при смерті у світі:
Допомогу у відході з життя дозволено для людей, які невиліковно страждають, і смертельно хворих
Допомогу у відході з життя дозволено для невиліковно хворих
Пасивну евтаназію дозволено
Допомога при смерті незаконна
Невідомо і незрозуміло

Станом на липень 2021 року окремі види добровільної евтаназії є законними в деяких штатах Австралії, Бельгії, Колумбії, Люксембурзі, Нідерландах, Швейцарії, Іспанії та деяких провінціях Канади.

### Австралія
Оскільки евтаназія — це питання охорони здоров'я, згідно з конституцією Австралії, законодавче та адміністративне регулювання цього питання покладено на уряди штатів.
Після того, як 1995 року парламент Північної території прийняв Закон про права смертельно хворих, евтаназія була легальною на Північній території протягом 1996—1997 років. Оскільки це територія, а не штат, федеральний уряд за прем'єр-міністра Джона Говарда вніс поправки до Закону про Північну територію (самоврядування) 1978 року (серед інших), щоб гарантувати, що території Австралії більше не зможуть приймати законів про евтаназію. Це скасувало правовий статус евтаназії на Північній території, де вона відтоді залишається незаконною. Федеральний уряд не може в такий спосіб законодавчо встановлювати обмеження з питань охорони здоров'я для шести австралійських штатів.
29 листопада 2017 року уряд штату Вікторія ухвалив Закон про добровільну допомогу при смерті 2017 року (Вікторія), який легалізує асистований лікарем суїцид. Закони набули чинності 19 червня 2019 року та містять 68 гарантій, спрямованих на захист уразливих верств населення. Станом на лютий 2020 року Вікторія є єдиним австралійським штатом, де легалізовано допомогу при смерті, хоча незабаром[коли?] вона буде доступна і в Західній Австралії після ухвалення Закону про добровільну допомогу при смерті (Voluntary Assisted Dying Act 2019).

### Бельгія
2002 року парламент Бельгії легалізував евтаназію.

### Канада
У серпні 2011 року судді Верховного суду Британської Колумбії запропоновано прискорити розгляд позову про право на смерть, щоб Глорія Тейлор могла попросити лікаря допомогти їй у скоєнні самогубства. Вона страждала від хвороби Лу Геріга. Глорія Тейлор померла від інфекції 2012 року.
Позов про захист громадянських свобод у Британській Колумбії, який представляє інтереси шести позивачів, оскаржує закони, згідно з якими надання допомоги важко і невиліковно хворим людям щодо гідної смерті вважається кримінальним злочином.
6 лютого 2015 року Верховний суд Канади постановив, що відмова у праві на асистованого суїцид є неконституційною. Постанова суду обмежує асистований лікарем суїцид «компетентною дорослою людиною, яка ясно дає згоду на припинення життя і має важкий і непоправний медичний стан, зокрема, хворобу, захворювання або інвалідність, які викликають тривалі страждання, нестерпні для людини в її обставинах». Дію постанови призупинено на 12 місяців, щоб дати можливість канадському парламенту розробити новий конституційний закон замість чинного.
Рішення суду включає вимогу, що слід встановити суворі обмеження, які «скрупульозно контролюються». Це вимагатиме, для забезпечення точності реєстрації причини смерті, щоб свідоцтво про смерть заповнював незалежний медичний експерт, а не лікар.
Канадська медична асоціація (CMA) повідомила, що через юридичні складнощі та суперечність тому, за що виступає лікар, не всі лікарі готові допомогти пацієнтові померти. Багато лікарів заявили, що вони повинні мати право голосу, коли йдеться про допомогу пацієнтові у припиненні його життя. Однак наприкінці 2015 року вважалося, що жоден лікар не примушуватиметься до цього, але CMA пропонувала членам організації освітні сесії, присвячені процесу, який застосовуватиметься.
17 червня 2016 року законодавство ухвалили обидві палати Парламенту Канади, також воно отримало Королівську згоду на дозвіл евтаназії в Канаді.

### Колумбія
20 травня 1997 року Конституційний суд Колумбії декриміналізував убивство з благочестя для смертельно хворих пацієнтів, заявивши, що «лікар не може нести відповідальність за асистований суїцид смертельно хворого пацієнта», і закликав конгрес урегулювати евтаназію «в найкоротші терміни».
15 грудня 2014 року Конституційний суд дав Міністерству охорони здоров'я та соціального захисту 30 днів на опублікування керівних принципів для сектору охорони здоров'я, щоб гарантувати невиліковно хворим пацієнтам, які бажають зазнати евтаназії, їхнє право на гідну смерть.

### Німеччина
У лютому 2020 року Федеральний конституційний суд ухвалив, що право на особисту ідентичність у конституційному праві Німеччини включає право на самовизначення смерті, яке, у свою чергу, містить право на самогубство. Примітно, що це право не обмежується смертельно хворими пацієнтами, а регулюється вимогою самостійності вибору. Ця ухвала викликала суперечки: її противники стверджують, що ухвала може призвести до того, що асистований суїцид можна буде вчинити під тиском оточення.

### Індія
Від 2018 року Верховний суд Індії, під час справи за участю Аруни Шанбауг, легалізував пасивну евтаназію в Індії за дотримання суворих умов, а саме: потрібна згода пацієнта (або його родичів), а також пацієнт має бути невиліковно хворим або перебувати у вегетативному стані.

### Нідерланди
Нідерланди легалізували добровільну евтаназію 2002 року. Згідно з чинним голландським законодавством, евтаназія та асистований суїцид можуть здійснювати лише лікарі, і це законно лише у випадках «безнадійних та нестерпних» страждань. На практиці це означає, що вона обмежена тими, хто страждає від серйозних і невиліковних медичних захворювань (включно зі психічними захворюваннями) і зазнає значних страждань, таких як біль, гіпоксія або виснаження. Допомога будь-кому у скоєнні самогубства без дотримання вимог чинного голландського закону про евтаназію є незаконною. Ці критерії стосуються прохання пацієнта, страждань пацієнта (нестерпні), безнадійності прогнозу, інформації, наданої пацієнту, відсутності розумних альтернатив, консультації іншого лікаря та методу припинення життя.

### Нова Зеландія
Евтаназію в Новій Зеландії заборонено законом. 2015 року хвора на рак адвокатка Лекреція Сілз подала позов (Сілз проти Генерального прокурора) до Високого суду, щоб оскаржити в новозеландському законодавстві її право на смерть за допомогою свого лікаря, попросивши декларацію про те, що її лікар не ризикуватиме засудженням.
У листопаді 2019 року парламент ухвалив законопроєкт про вибір способу припинення життя з рахунком 69-51. Питання вирішено на обов'язковому референдумі, проведеному одночасно із загальними виборами 2020 року, на якому виборці проголосували за легалізацію. Якщо не буде наступних затримок у підготовці, судових заборон чи інших перешкод, нове законодавство набуде чинності 5 листопада 2021 року[уточнити].

### Перу
У Перу законодавчо заборонено евтаназію. У 2020 році Ана Естрада розпочала судове заперечення закону, спрямоване на декриміналізацію цієї практики.

### Сполучені Штати Америки
Термін право на смерть у США трактується по-різному, включно з питаннями самогубства, пасивної евтаназії, активної евтаназії, асистованого суїциду та суїциду, асистованого лікарем.
Громадська підтримка права на смерть у вигляді асистованого лікарем суїциду з часом зростає. У ході опитування 2005 року дослідницький центр Pew Research Center виявив, що 70 % учасників стверджують, що є обставини, за яких пацієнту слід дозволити померти; однак тільки 46 % учасників схвалили закони, що дозволяють лікарям надавати допомогу пацієнтам щодо припинення життя. У травні 2018 року опитування Gallup повідомило, що 72 % респондентів заявили, що лікарям має бути законодавчо дозволено надавати допомогу невиліковно хворим пацієнтам у відході з життя. Однак фреймінг-ефект від використання таких формулювань, як «самовбивство», а не «припинення життя», здатний знизити рівень схвалення на 10-15 %.
Опитування лікарів, проведене 2014 року, показало, що 54 % респондентів згодні з тим, що асистований лікарем суїцид слід дозволити. У ході ретельного опитування лікарів 1996 року менше 20 % лікарів повідомили, що отримували від пацієнтів прохання про евтаназію і менше 5 % виконали їх. 2020 року зведення даних Закону про гідну смерть штату Орегон показали, що від 2019 року кількість рецептів на смертельні дози ліків збільшилася на 25 % та неухильно зростала від 1998 року. З пацієнтів, які отримали ці рецепти, 66 % зрештою померли від уживання ліків.

#### Основні випадки, пов'язані з правом на смерть

##### Карен Квінлен
Рух за право на смерть у США почався 1975 року зі справи Карен Квінлен і продовжує порушувати біоетичні питання про якість життя людини та юридичний процес смерті. 21-річна Карен Квінлен знепритомніла після вживання алкоголю та транквілізаторів на вечірці. Незабаром у неї почалися проблеми з диханням, через що кисень не надходив у мозок. Це призвело до того, що вона впала в коматозний стан, у якому для підтримки життя та дихання використовувано респіратор та трубку для годування. Квінлен не мала довіреності чи заповіту, і вона не висловила оточенню своїх побажань на випадок, якщо з нею трапиться щось, що ускладнюватиме ухвалення рішення про те, яким має бути наступний крок.
Батьки Карен Квінлен розуміли, що їхня дочка ніколи не прийде до тями і що продовження її життя може завдати більшої шкоди, і воно не буде якісним. Її батько вимагав права бути законним опікуном Карен і клопотав про видалення респіратора, який підтримував її життя. Суд, однак, стверджував, що видалення апарату штучної вентиляції легень, яке призвело б до смерті Карен, вважатиметься незаконним, протиприродним та неетичним. Адвокат Квінлен навів контраргумент, що видалення респіратора дозволить Карен померти природною смертю, що природно та етично. Квінлени виграли суд і були призначені законними опікунами своєї дочки. 1976 року респіратор знято, але Карен продовжувала жити без апарату штучної вентиляції легень до 1985 року. Ця справа продовжує порушувати біоетичні питання якості життя людини, юридичного процесу смерті та багато важливих питань, які розглядаються й донині. Один із найважливіших моментів, на який вказує справа Квінлен, — це право пацієнта на відмову або припинення лікування. Випадки, коли пацієнт відмовлявся чи припиняв лікування, були тоді нечуваними та суперечили медичній етиці збереження життя. Дебати про надання пацієнтам права на самовизначення були суперечливими, і протягом наступних кількох десятиліть їх оцінювали в різних штатах. У цій справі також порушувалося питання про те, чи допускати членів сім'ї та близьких пацієнта до процесу прийняття рішення. Оскільки Карен не мала письмових документів, вона не озвучила свого рішення і не призначила довіреної особи, між сім'єю Квінлен і державою виник тривалий судовий позов щодо найкращого визначення інтересів Карен і з'ясування того, чи хоче вона жити, чи померти. Це вплинуло на використання та створення попередніх розпоряджень, усних розпоряджень, довіреностей та прижиттєвих заповітів.

##### Ненсі Крузан
Ще однією важливою справою, яка сприяла подальшому поширенню руху за право на смерть та використанню заповітів, попередніх розпоряджень та довірених осіб, була справа Крузан проти директора Департаменту охорони здоров'я штату Міссурі. 1983 року Ненсі Крузан потрапила в автомобільну аварію, внаслідок якої назавжди залишилася у вегетативному стані. Її статус повнолітньої та відсутність попереднього розпорядження, заповіту чи довіреності призвели до тривалої юридичної боротьби сім'ї Крузан за видалення трубки для годування, яка підтримувала її життя після аварії. Ненсі сказала подрузі, що за жодних обставин не хотіла б продовжувати жити, якщо колись опиниться у вегетативному стані, але вона не була достатньо сильною, щоб видалити трубку для годування. Зрештою, родина Крузан виграла справу, і трубку їхньої доньки видалили. Ця справа викликала великі суперечки про те, чи має право на смерть затверджуватись від штату до штату, чи в масштабах усієї країни.

##### Террі Шайво
Справа Террі Шайво, що відбувалася в період від 1990 до 2005 року, викликала суперечки через розбіжності між найближчими родичами Террі та її чоловіком. У справах Квінлен і Крузан сім'ї змогли ухвалити одноголосне рішення про стан своїх дочок. У Шайво трапилася зупинка серця, внаслідок якої вона знепритомніла, і незабаром у неї почалися проблеми з диханням. Нестача кисню викликала незворотне пошкодження мозку, внаслідок чого вона опинилася у вегетативному стані, і для підтримки її життя знадобилася трубка для харчування та апарат штучної вентиляції легень. Террі не залишила жодних попередніх розпоряджень і не обговорювала з батьками чи чоловіком, чого б вона хотіла, якби щось сталося з нею. Незабаром її чоловіка призначили її законним опікуном.
Через роки чоловік Террі вирішив видалити трубку для її годування, оскільки шанси на те, що вона прийде до тями, були мізерно малі. Проте сім'я Террі виступила проти цього рішення та передала справу до суду. Справа була бурхливою і тривала кілька років, перш ніж було ухвалено рішення, у ній взяв участь штат та його законодавці. Це викликало біоетичні дебати про припинення життя Шайво на противагу тому, щоб дозволити їй продовжувати жити в постійному вегетативному стані. Прихильники збереження життя Террі заявили, що видалення трубки було б етично аморальним, оскільки вони не знають, чого вона хотіла б. Вони заперечували її фізичний і психічний стан і стверджували, що вона може перебувати в частковій свідомості, і тому заслуговує на продовження життя. Ті, хто був за видалення трубки, стверджували, що її здатність до самовизначення та якість її життя знизилися. Справа Шайво є найсвіжішою та найзначнішою справою про право на смерть, яка пропагує думку про необхідність мати попереднє розпорядження чи заповіт. У ньому також розглядаються інші ускладнення, які можуть виникнути, наприклад, сімейні розбіжності, які мали бути враховані при розгляді справи про право на смерть.

#### Законодавство
Оскільки здоров'я громадян вважається поліційною компетенцією, залишеною на розсуд окремих штатів, Верховний суд США лише 1997 року виніс рішення щодо асистованого самогубства та права людини на смерть. Того ж року Верховний суд розглянув дві апеляції, в яких стверджувалося, що закони Нью-Йорка (Вакко проти Квіла) та Вашингтона (Вашингтон проти Глюксберга), згідно з якими асистований лікарем суїцид вважають кримінальним злочином, порушують положення Чотирнадцятої поправки про рівний захист. Одностайним рішенням суд ухвалив, що конституційного права на асистований лікарем суїцид не існує, і підтримав заборони штатів на асистований суїцид. Хоча в Нью-Йорку збереглися закони, які забороняють асистований лікарем суїцид, рішення суду також залишило можливість іншим штатам вирішувати, дозволяти асистований лікарем суїцид чи ні.
Від 1994 року закони про асистоване самогубство прийняті в таких штатах США: Орегон (Death with Dignity Act, 1994), Вашингтон (Death with Dignity Act, 2008), Вермонт (Patient Choice and Control at the End of Life Act, 2013), Каліфорнія (End of Life Option Act, 2015), Колорадо (End of Life Option Act, 2015), округ Колумбія (DC Death with Dignity Act, 2016), Гаваї (Our Care Our Choice Act, 2018), Мен (Death with Act, 2019), Нью-Джерсі (Aid in Dying for the Terminally Ill Act, 2019) і Нью-Мексико (Elizabeth Whitefield End of Life Options Act, 2021) прийняли закони, що передбачають протокол для практики асистованого лікарем суїциду. Законодавство цих штатів дозволяє невиліковно хворим дорослим пацієнтам звертатися до своїх лікарів із проханням про призначення смертельних препаратів. 2009 року Верховний суд штату Монтана ухвалив, що ніщо в законодавстві штату не забороняє асистованого лікарем суїциду і забезпечує правовий захист лікарям у разі, якщо вони призначають смертельні препарати на прохання пацієнта. У Каліфорнії в жовтні 2015 року губернатор підписав суперечливий законопроєкт про асистований лікарем суїцид (Закон Каліфорнії про можливість вибору кінця життя), який прийнято під час спеціальної законодавчої сесії, покликаної вирішити проблему фінансування Medi-Cal, після його провалу під час чергової законодавчої сесії.
На початку 2014 року суддя другого округу Нью-Мексико Нен Неш ухвалила, що невиліковно хворі пацієнти мають право на допомогу при смерті відповідно до конституції штату, тобто це узаконює призначення лікарем смертельної дози ліків невиліковно хворому пацієнту. Остаточне рішення буде ухвалено за підсумками розгляду апеляції генерального прокурора Нью-Мексико на цю ухвалу[уточнити]. Організації постійно домагаються легалізації самовизначення смертельно хворих пацієнтів у штатах, де право на припинення життя відсутнє.

## Релігія
Індуїзм визнає право на смерть тим, кого мучать невиліковні хвороби чи тим, у кого не залишилося ні бажань, ні амбіцій, ні обов'язків. Смерть, проте, допускається ненасильницьким шляхом, як-от голодування (Прайопавеса). У джайнізмі є схожа практика, яка називається Сантхара. Інші релігійні погляди на самогубство відрізняються своєю терпимістю та включають як заперечення права, так і засудження цієї дії. У католицькій вірі самогубство вважається тяжким гріхом.